# جاك ماغيري
جاك ماغيري (بالإنجليزية: Jack Maguire)‏ هو لاعب كرة قاعدة أمريكي، ولد في 5 فبراير 1925 في سانت لويس في الولايات المتحدة، وتوفي في 28 سبتمبر 2001 في كيرفيل في الولايات المتحدة.

## وصلات خارجية
- جاك ماغيري على موقعبيزبول رفرنس.كوم (الدوري الرئيسي) (الإنجليزية)